# التصاق (طب)
الالتصاقات هي أشرطة ليفية تتشكل بين الأنسجة والأعضاء، وغالبًا ما تكون نتيجة للإصابة أثناء الجراحة، ويمكن اعتبارها أنسجة حبيبية داخلية تربط بين الأنسجة المنفصلة في حالتها الطبيعية.

## الفيزيولوجيا المرضية
تتشكل الالتصاقات كمكون طبيعي من مكونات عملية شفاء الجسم بعد الجراحة بطريقة تشبه تشكل الندبات، ويُطلق مصطلح «الالتصاق» عندما تمتد الندبة من داخل نسيج لتصل إلى نسيج آخر، وعادةً ما يكون هذا الامتداد عبر تجويف مثل تجويف الصفاق، وتحدث الالتصاقات عادة بعد الجراحة عندما يكون السطحان المصابان قريبان من بعضهما البعض، وهذا بدوره يسبب التهابات وترسب الفيبرين على الأنسجة التالفة،  ثم يقوم الفيبرين بربط الهيكلين المجاورين في موضع التلف، حيث يعمل الفيبرين مثل الغراء الذي يسد الإصابة وفي نفس الوقت يسبب التصاقات، وتعمل مجموعة من الإنزيمات المحللة للفيبرن في تجاويف الجسم (مثل التجويف الصفاقي والتاموري والزلالي) على الحد من مدى الالتصاق الليفي الأولي وتؤدي إلى إذابته، وفي كثير من الحالات يكون إنتاج أو نشاط هذه الإنزيمات معرضًا للخطر بسبب الإصابة.
بتكون الفيبرين تتوارد خلايا إصلاح الأنسجة مثل البلعميات، والخلايا الليفية اليافعة، وخلايا الأوعية الدموية لتخترق التصاقات الفبرين وترسب الكولاجين ومواد من المواد الأخرى مشكلة التصاق ليفي دائم، وقد أوضحت مجموعة الأبحاث التي أجراها جوزيبي مارتوتشيللو عام 2002 أن هناك دورًا محتملًا تلعبه أجسام غريبة مجهرية تلوث مجال العمليات الجراحي من دون قصد، وتشير هذه البيانات إلى أن اثنين من المحفزات المختلفة ضرورية لتشكيل الالتصاقات: الآفة المباشرة لطبقات الظهارة المتوسطة، والأجسام الغريبة.
في الوقت الذي لا تُسبب فيه بعض الالتصاقات مشاكل على الإطلاق، فإن البعض الآخر قد يمنع العضلات والأنسجة والأعضاء الأخرى من الحركة بحرية، مما يؤدي في بعض الأحيان إلى أن تصبح الأعضاء ملتوية أو مشدودة من وضعها الطبيعي.

## المناطق المتأثرة

### التهاب المحفظة اللاصق
في حالة التهاب محفظة الكتف اللاصق (والمعروف أيضًا باسم الكتف المتجمد) تتكون الالتصاقات بين أسطح مفصل الكتف، مما يعيق من حرية الحركة .

### التصاقات البطن
تُعتبر التصاقات البطن (أو الالتصاقات داخل البطن) أكثر الالتصاقات شيوعًا بسبب العمليات الجراحية في البطن، وتبدأ الالتصاقات في الظهور خلال ساعات من الجراحة وقد تتسبب في التصاق الأعضاء الداخلية بموضع الجراحة أو بالأعضاء الأخرى داخل تجويف البطن، وقد يؤدي التواء الأعضاء الداخلية المصاحب للالتصاقات إلى مضاعفات مثل ألم البطن أو انسداد الأمعاء.
يُمثل انسداد الأمعاء الدقيقة أحد عواقب الالتصاقات الهامة بعد الجراحة، والذي قد يكون سببه سحب أو تشبيك الالتصاقات للأمعاء الدقيقة مما يمنع تدفق الطعام عبر الجهاز الهضمي، وتترواح مدة الانسداد بعد الجراحة من أيام لسنوات، وباعتبار انسداد الأمعاء حالة طبية طارئة، فإن غياب التدخل الطبي الفوري قد يؤدي إلى الوفاة.
وفقًا للإحصاءات المقدمة من مكتب تعداد الولايات المتحدة فإن هناك حوالي 2000 شخص يموتون كل عام في الولايات المتحدة الأمريكية بسبب الانسداد الموعي نتيجة الالتصاقات، وبالنظر إلى شدة الانسداد المعوي فقد يقل الانسداد الجزئي عن طريق التدخل الطبي التحفظي، فيما تتطلب الانسدادت الأخرى إجراء عملية جراحية لتخفيف أو إذابة الالتصاقات أو استئصال الأمعاء الدقيقة المصابة.

### التصاقات الحوض
تُمثل التصاقات الحوض شكل من أشكال التصاقات البطن التي تحدث في منطقة الحوض، وفي النساء تؤثر هذه الالتصاقات على الأعضاء التناسلية وبالتالي يكون لهذه الالتصاقات اعتبار في حالات العقم أو كأحد أسباب آلآم الحوض المزمنة، وبخلاف الجراحة، فإن انتباذ بطانة الرحم ومرض التهاب الحوض هي أحد الأسباب النموذجية لحدوث التصاقات الحوض.
قد تؤدي الجراحة داخل تجويف الرحم (مثل توسيع وكحت الرحم، استئصال الورم الليفي الرحمي، اجتثاث بطانة الرحم) إلى متلازمة أشرمان (والمعروفة أيضًا باسم التصاقات داخل الرحم) مما يتسبب في للعقم.
قد يحدث ضعف في الأداء التناسلي بسبب الالتصاقات من خلال العديد من الآليات، والتي تنبع جميعها عادة من تشوه العلاقة التشريحية الطبيعية بين المبيض وقناة فالوب، حيث أن هذا التشوه قد يمنع البويضة من الوصول إلى الطرف المهدب لقناة فالوب.
توصل تحليل تلوي عام 2012 إلى أن هناك القليل من الأدلة المؤيدة للمبدأ الجراحي القائل بأن استخدام تقنيات الأقل توغلاً، أو تقليل إدخال الأدوات الجراحية، أو تقليل نقص التروية كلها أشياء تُقلل من مدى وشدة الالتصاقات في جراحات الحوض. 

### التصاقاتالتأمور
تُعرض الالتصاقات المتكونة بين القلب والقص، عقب جراحات القلب، القلب لخطر الإصابة الكارثية أثناء التدخل الجراحي مرة أخرى.

### التصاقات حولالأم الجافية
قد تحدث التصاقات وندبات بعد جراحة العمود الفقري التي تقيد حركة جذور الأعصاب، مما يؤدي إلى الإحساس بالألم.

## أنواع
هناك ثلاثة أنواع عامة من الالتصاقات: الغشائية، الوعائية، والمتماسكة، وبرغم التنوع إلا أن الفيزيولوجيا المرضية لديهم متشابهة.  وعداة لا تُمثل الالتصاقات الغشائية أية مشكلة، بخلاف الالتصاقات الوعائية.